# Игнатово (Павлово-Посадский городской округ)
Игнатово — деревня в Московской области России. Входит в Павлово-Посадский городской округ. Население — 49 чел. (2010).

## География
Деревня Игнатово расположена в центральной части городского округа, примерно в 4 км к юго-западу от города Павловский Посад. Высота над уровнем моря 132 м. По северной окраине деревни протекает река Вохонка. К деревне приписано 8 СНТ и 1 территория. Ближайшие населённые пункты — деревни Сонино, Фомино и Дмитрово.

## История
В 1926 году деревня являлась центром Игнатовского сельсовета Павлово-Посадской волости Богородского уезда Московской губернии.
С 1929 года — населённый пункт в составе Павлово-Посадского района Орехово-Зуевского округа Московской области, с 1930-го, в связи с упразднением округа, — в составе Павлово-Посадского района Московской области.
До муниципальной реформы 2006 года Игнатово входило в состав Рахмановского сельского округа Павлово-Посадского района.
В 2003 году в деревне была сооружена часовня Илии Пророка.
С 2004 до 2017 гг. деревня входила в Рахмановское сельское поселение Павлово-Посадского муниципального района.

## Население
В 1926 году в деревне проживало 230 человек (106 мужчин, 124 женщины), насчитывалось 41 хозяйство, из которых 37 было крестьянских. По переписи 2002 года — 40 человек (15 мужчин, 25 женщин).
| 1926 | 2002 | 2006 | 2010 |
| ---- | ---- | ---- | ---- |
| 230  | ↘40  | ↗42  | ↗49  |